# Josef Vimr
Josef Vimr (30. září 1922 Rožmitál pod Třemšínem – 28. března 2010 Rožmitál pod Třemšínem) byl český krajinářský malíř.

## Životopis
Narodil se v Rožmitále pod Třemšínem. Byl nejmladším ze tří bratrů. Bratr Karel byl starší o devatenáct let a Antonín o sedmnáct let. Josef od dětství rád kreslil a měl dobrý pozorovací talent, podobně jako Antonín. Učitelé z Rožmitálské školy přemlouvali rodiče, aby nechali alespoň Antonína studovat malbu na umělecké škole, ale na studium rodina neměla peníze.
Josef Vimr se vyučil strojním zámečníkem v Kovoprůmyslových závodech, pozdějším Agrostroji v Rožmitále. Prošel různými profesemi. Večerně vystudoval Střední průmyslovou školu v Příbrami. Dlouhou dobu pracoval jako technický úředník v oddělení zásobování, kde se později stal vedoucím pracovníkem. Do důchodu odešel v roce 1982. Svůj zájem o malbu nikdy nevzdal. Společně s přáteli, malířem Josefem Farským a Bohumilem Trefilem, vyráželi malovat do plenéru. Vimr maloval převážně krajinářské motivy, rožmitálský zámek, starorožmitálský kostel a různé lesní partie v okolí Třemšína. Maloval převážně olejem a akvarelem. Měl také hudební talent. Hrál na několik hudebních nástrojů – housle, harmoniku, flétnu a bubny. Společně s přáteli založili kapelu, kde hrál na bubny, s níž hráli po vesnických zábavách. Později se však hudby vzdal a více se věnoval malování.
Své obrazy pravidelně vystavoval v galeriích v Březnici, Příbrami, Mníšku pod Brdy a v Rožmitále pod Třemšínem. Poslední výstavu, uskutečněnou za jeho života, měl v září 2009 v Městské knihovně v Březnici, společně se svojí vnučkou fotografkou Renátou Molovou.
Zemřel 28. března 2010.

## Výstavy
- 2009 – Očima malíře a fotografky, Městská knihovna Březnice (společně s vnučkou Renátou Molovou)[1]
- 2023 – Cesta rodnou krajinou, Podbrdské muzeum[4]

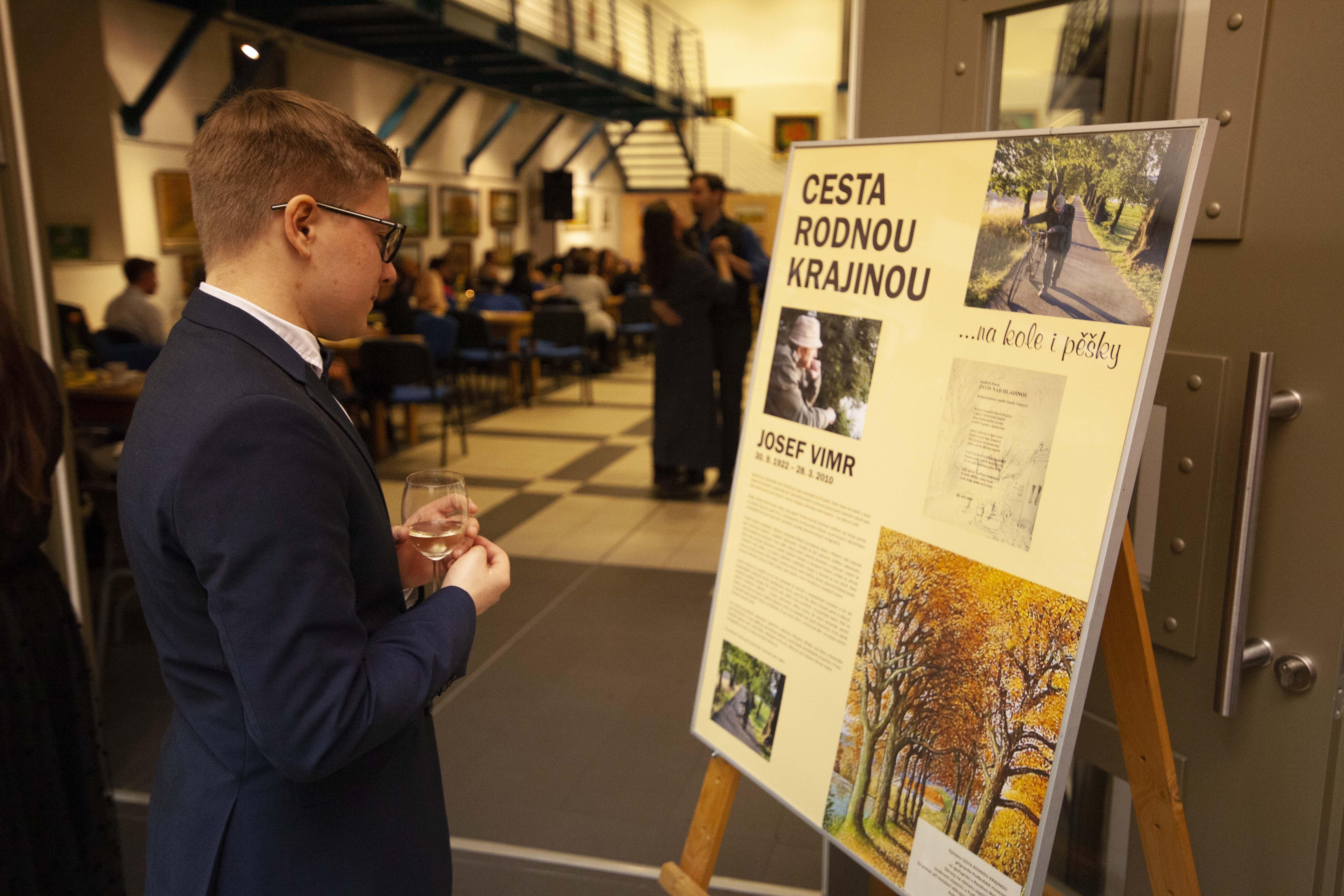
Z vernisáže výstavy Cesta rodnou krajinou, Podbrdském muzeum
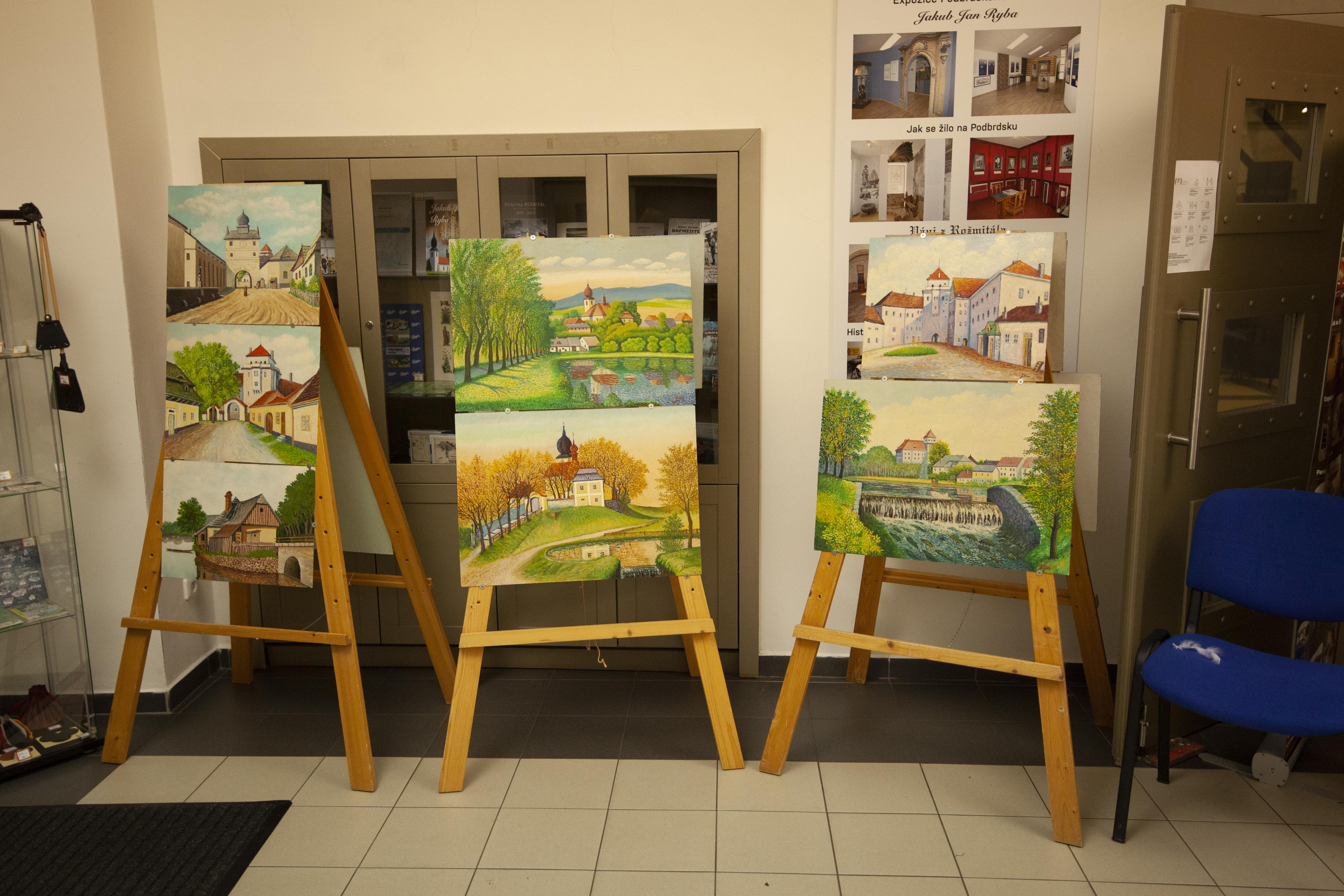
Výstava Cesta rodnou krajinou v Podbrdském muzeu
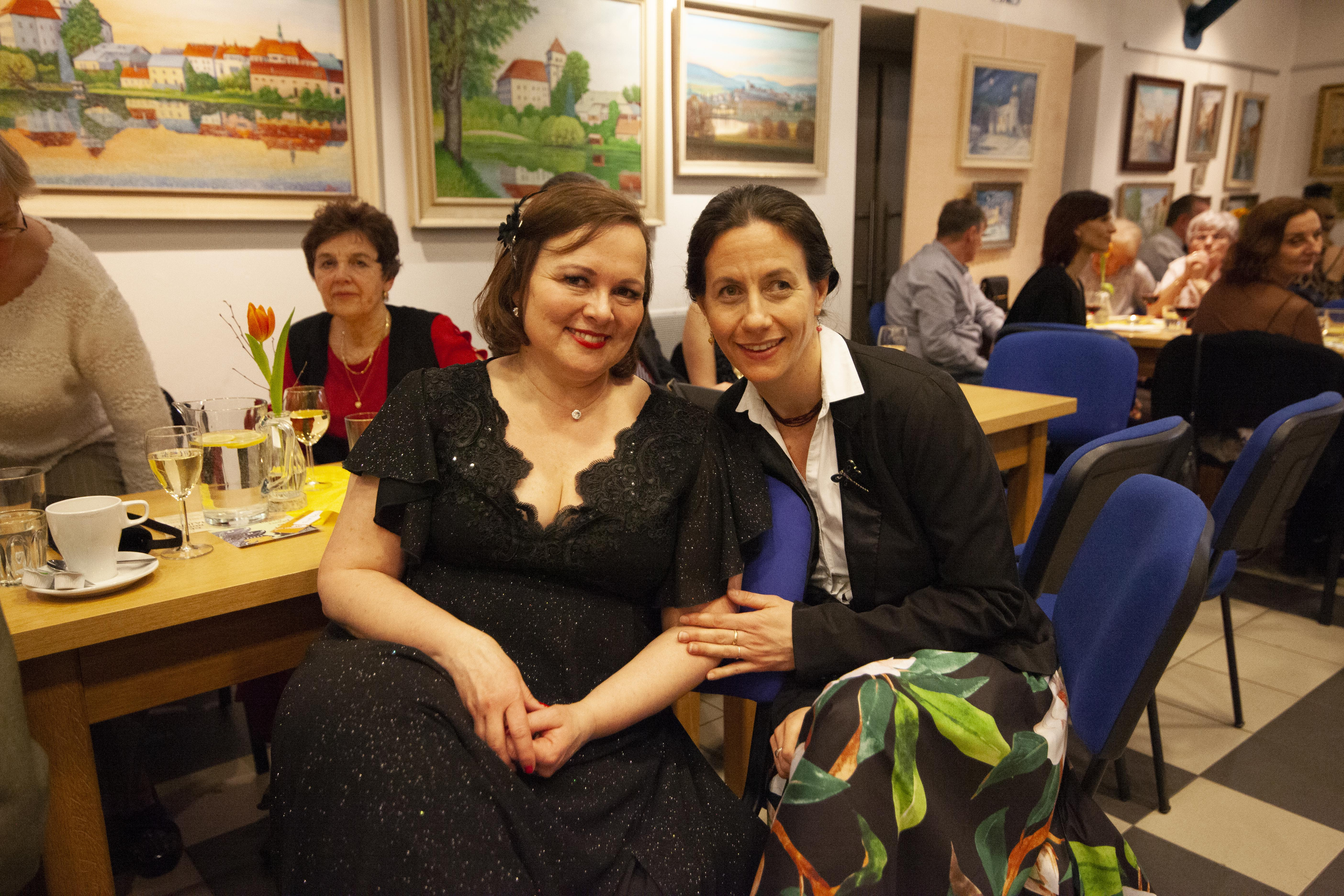
Vnučka Josefa Vimra, Renáta Molová (vlevo) s vedoucí Podbrdského muzea, Pavlou Váňovou Černochovou